# Laguna Tule
A  Laguna Tule  é um lago localizado na Guatemala. Localiza-se no departamento de Jalapa, Município de Moyuta.